# 馬斯克林擬牙鯛
馬斯克林擬牙鯛為輻鰭魚綱鱸形目鱸亞目鯛科的其中一種，分布於西印度洋區，包括塞席爾群島、Mascarene群島海域，棲息深度258-305公尺，本魚口大，下頜強大，頭部和身體均勻的橘紅色，背部，腹部顏色較淺，鰭透明的橘紅色，體長可達60公分，屬肉食性，可做為食用魚。